# Pia Forsberg
Pia Elisabet Forsberg, tidigare Lindberg Forsberg, född 28 juni 1953 i Stockholm, är en svensk illustratör och rektor.
Pia Forsberg är rektor och grundare av Forsbergs skola tillsammans med Pelle Lindberg, Vidar Forsberg och Karl-Erik Forsberg. Pia Forsberg är grafisk formgivare och illustratör, särskilt känd som bokomslagsformgivare. Hon är utbildad på Beckmans, och formgav under 1980–1990-talen över 2000 bokomslag. Pia Forsberg har även illustrerat barnböcker och suttit i juryn vid ett flertal stora tävlingar som till exempel Berling Bildningsstipendium och Guldägget. Hon har även formgivit logotyper för bland annat Månpocket. Forsberg har även varit verksam som lärare på Beckmans.
Hon är dotter till Vidar Forsberg och var under en tid från 1982 gift med Pelle Lindberg.